# Eftimie (cronicar)

## Viață și activitate
Eftimie a fost un călugăr și cronicar moldovean care a trăit în secolul al XVI-lea fiind ucenic al lui Macarie și egumen la mănăstirea Căpriana din Basarabia. A scris în slavona veche o cronică din porunca lui Alexandru Lăpușneanu despre istoria Moldovei cuprinsă între anii 1541-1554, care în fapt este continuarea cronicii lui Macarie. Acestă cronică este un document important pentru informațiile pe care le cuprinde în contextul evenimentelor din Moldova.